# Brandon Roy
Brandon Dawayne Roy (Seattle, Washington, 23 de julio de 1984) es un exjugador de baloncesto estadounidense que disputó seis temporadas en la NBA. Con 1,98 metros de altura jugaba en la posición de escolta. Desde 2016 es entrenador de baloncesto de instituto.

## Carrera deportiva

### Universidad
Jugó durante cuatro temporadas con los Huskies de la universidad de Washington, promediando en su último año 20,2 puntos por encuentro.
El 22 de enero de 2009 su número 3 de la Universidad de Washington fue retirado.

#### Estadísticas
| Año     | Equipo     | PJ  | PT | MPP  | %TC  | %3P  | %TL  | RPP | APP | ROB | TPP | PPP  |
| ------- | ---------- | --- | -- | ---- | ---- | ---- | ---- | --- | --- | --- | --- | ---- |
| 2002–03 | Washington | 13  | 2  | 17.2 | .500 | .100 | .486 | 2.9 | 1.0 | .3  | .2  | 6.1  |
| 2003–04 | Washington | 31  | 31 | 30.3 | .480 | .222 | .785 | 5.3 | 3.3 | 1.2 | .4  | 12.9 |
| 2004–05 | Washington | 26  | 5  | 24.2 | .565 | .350 | .741 | 5.0 | 2.2 | .6  | .3  | 12.8 |
| 2005–06 | Washington | 33  | 33 | 31.7 | .508 | .402 | .810 | 5.6 | 4.1 | 1.4 | .8  | 20.2 |
| Total   | Total      | 103 | 71 | 27.6 | .513 | .297 | .744 | 5.0 | 3.0 | 1.0 | .5  | 14.4 |

### NBA

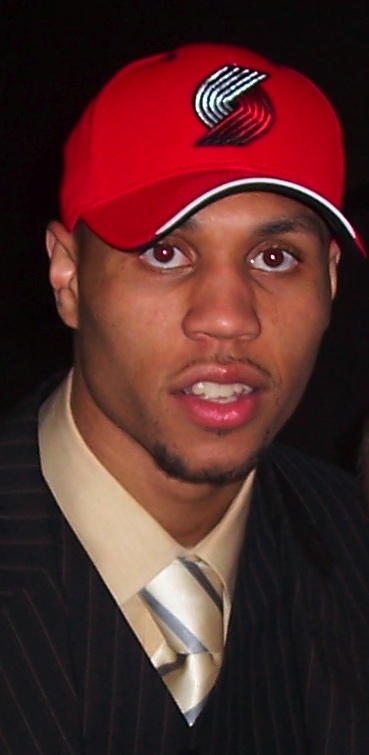
Roy durante el 2006 NBA draft.

#### Portland Trail Blazers
Fue seleccionado por los Minnesota Timberwolves en la sexta posición de la primera ronda del Draft de la NBA de 2006, para después ser traspasado a Portland Trail Blazers. 
Hizo su debut en la NBA ante los Seattle SuperSonics en su ciudad natal anotando 20 puntos.
En la temporada de su debut fue elegido para disputar como titular el T-Mobile Rookie Challenge (partido de novatos) durante el All-Star Weekend de la NBA 2007, evento celebrado en Las Vegas. Esa misma temporada fue galardonado con el premio Rookie del año de la NBA, promediando 16,8 puntos y 4 asistencias por partido.
Los 52 puntos conseguidos contra Phoenix Suns el 18 de diciembre de 2008 constituyen el récord de anotación de Roy en la NBA. De manera que estableció la segunda mejor anotación de la historia de los Trail Blazers.
Durante la temporada 2008-09, Brandon Roy pasó a convertirse en una de las máximas estrellas de la liga, tomando el bastón de mando de unos Blazers muy jóvenes pero extremadamente talentosos. Junto a Lebron James y Kobe Bryant, Brandon Roy lideró la liga en puntos anotados en últimos cuartos.

#### Retirada
El 9 de diciembre de 2011 anunció su retirada debido a un problema degenerativo en las rodillas, que podía agravarse debido a la temporada de lockout que estaba a punto de empezar.

#### Regreso a las pistas
Roy estuvo tratándose las rodillas durante toda la temporada en Seattle con una terapia de plasma que consiste en rescatar células del propio cuerpo, mezclarlas y reinyectarlas en la articulación, generando una gran mejoría en el estado físico del jugador. Estas mejorías hicieron que en junio de 2012 Roy declarase su intención de regresar a la competición para la temporada siguiente.
Finalmente, el 6 de julio de 2012 se confirmó su fichaje por los Minnesota Timberwolves. Sin embargo, tras jugar tan solo cinco partidos de la temporada regular, volvió a necesitar cirugía en la rodilla y acabó siendo cortado por los Timberwolves, tras lo cual no volvió a jugar como profesional.

### Entrenador
Al terminar su carrera como jugador, Roy se hizo entrenador del instituto Nathan Hale High School de Seattle en 2016. En marzo de 2017, recibió le premio Naismith National High School Coach of the Year tras conseguir un récord perfecto de 29–0 en la temporada.
En mayo de 2017, coincidiendo con el último año de instituto de Michael Porter Jr., Jontay Porter, y P. J. Fuller, Roy fue nombrado entrenador del Garfield High School de Seattle.

## Estadísticas de su carrera en la NBA

### Temporada regular
| Año      | Equipo    | PJ  | PT  | MPP  | %TC  | %3P  | %TL  | RPP | APP | ROB | TPP | PPP  |
| -------- | --------- | --- | --- | ---- | ---- | ---- | ---- | --- | --- | --- | --- | ---- |
| 2006-07  | Portland  | 57  | 55  | 35.4 | .456 | .377 | .838 | 4.4 | 4.0 | 1.2 | .2  | 16.8 |
| 2007-08  | Portland  | 74  | 74  | 37.7 | .454 | .340 | .753 | 4.7 | 5.8 | 1.1 | .2  | 19.1 |
| 2008-09  | Portland  | 78  | 78  | 37.2 | .480 | .377 | .824 | 4.7 | 5.1 | 1.1 | .3  | 22.6 |
| 2009-10  | Portland  | 65  | 65  | 37.2 | .473 | .330 | .780 | 4.4 | 4.7 | .9  | .2  | 21.5 |
| 2010-11  | Portland  | 47  | 23  | 27.9 | .400 | .333 | .848 | 2.6 | 2.7 | .8  | .3  | 12.2 |
| 2012-13  | Minnesota | 5   | 5   | 24.4 | .314 | .000 | .700 | 2.8 | 4.6 | .6  | .0  | 5.8  |
| Total    | Total     | 326 | 300 | 35.5 | .459 | .348 | .800 | 4.3 | 4.7 | 1.0 | .2  | 18.8 |
| All-Star | All-Star  | 2   | 0   | 30.0 | .833 | .667 | .000 | 7.0 | 5.0 | .5  | .5  | 16.0 |

### Playoffs
| Año   | Equipo   | PJ | PT | MPP  | %TC  | %3P  | %TL  | RPP | APP | ROB | TPP | PPP  |
| ----- | -------- | -- | -- | ---- | ---- | ---- | ---- | --- | --- | --- | --- | ---- |
| 2009  | Portland | 6  | 6  | 39.7 | .459 | .471 | .870 | 4.8 | 2.8 | 1.3 | 1.2 | 26.7 |
| 2010  | Portland | 3  | 1  | 27.7 | .303 | .167 | .778 | 2.3 | 1.7 | .0  | .0  | 9.7  |
| 2011  | Portland | 6  | 0  | 23.0 | .500 | .286 | .615 | 2.1 | 2.8 | .0  | .2  | 9.3  |
| Total | Total    | 15 | 7  | 30.6 | .442 | .326 | .809 | 3.3 | 2.6 | .5  | .6  | 16.3 |

## Vida personal

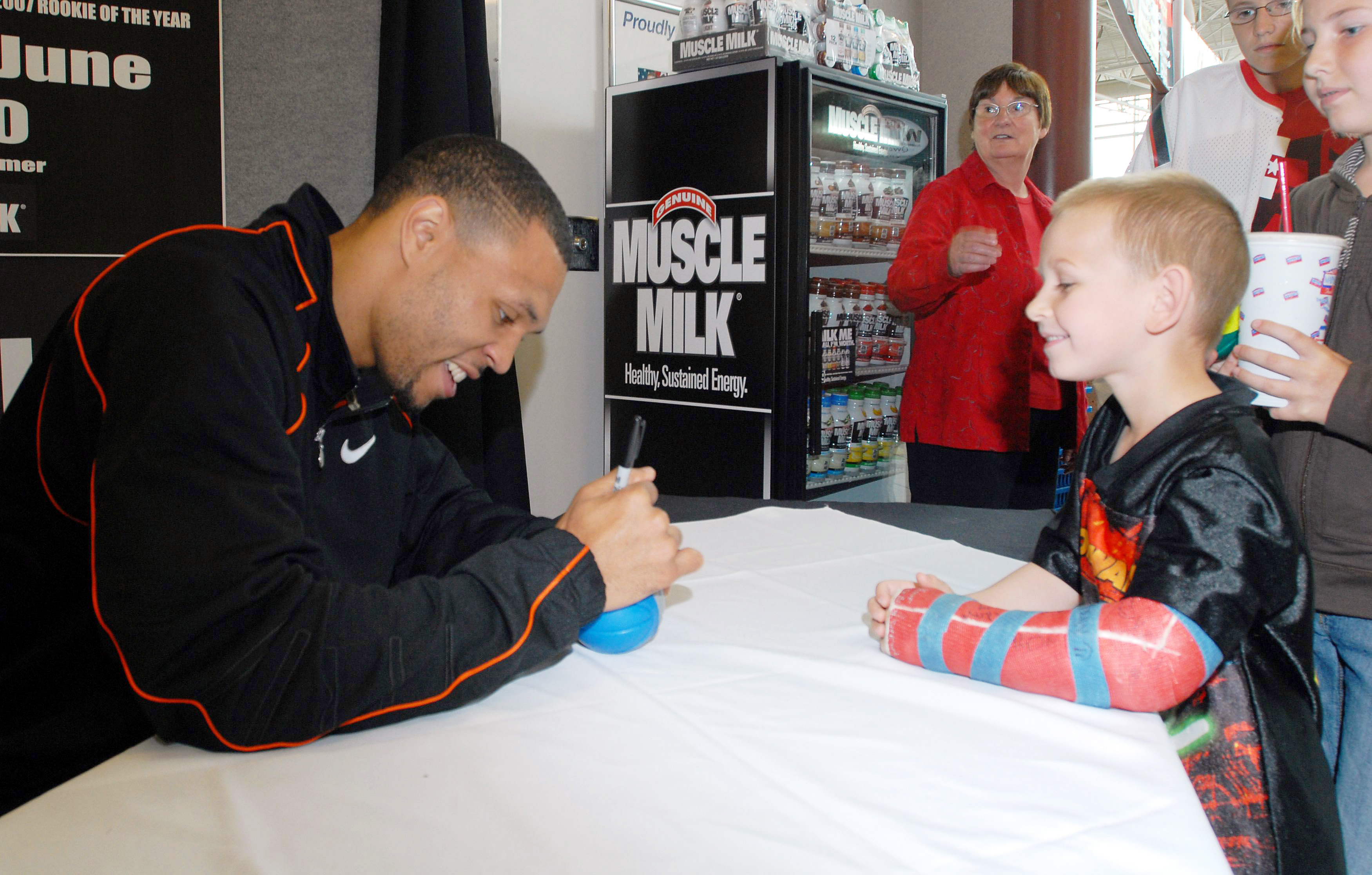
Roy firmando un autógrafo en 2009.

Roy junto con su novia, Tiana Bardwell, tuvieron a primer hijo, Brandon Jr., el 27 de marzo de 2007 en Seattle. El 16 de junio de ese año, Roy le pidió matrimonio. En enero de 2009 nació su hija, Mariah Leilani. Finalmente se casaron el 4 de septiembre de 2010, en West Linn (Oregón).
El 29 de abril de 2017, Roy recibió un disparo mientras asistía a una fiesta en la casa de su abuela en Compton (California). Dos personas abrieron fuego, y Roy fue una de las cuatro personas que sufrieron heridas. A pesar de ello, no supuso un peligro para su vida, fueron trasladados a un hospital local y más tarde dados de alta.